# A sötétség serege
A sötétség serege (eredeti cím: Army of Darkness) 1993-ban bemutatott amerikai horror-vígjáték, melyet Sam és Ivan Raimi forgatókönyvéből Sam Raimi rendezett. A film az Evil Dead – Gonosz halott 2. folytatása, a főszerepben ismét Bruce Campbell látható.

## Cselekmény
Ashley J. "Ash" Williams visszakerül a múltba, a lovagok foglyul ejtik Vörös Henry katonáival együtt és leszedik kezéről a láncfűrészt. Amikor visszatérnek a várba, Asht bedobják egy kútba, ahol két szörny vár rá. Először úgy néz ki, hogy ő veszít, de ekkor a falu varázslója bedobja a fűrészt a kútba, Ash elkapja és megöli a szörnyeket. A lovagoknak nem tetszik, hogy ő győzött, ezért halálos csapdát állítanak neki, de Ash épségben kijut a kútból. 
Ezután azt követeli, küldjék haza, de ahhoz a Necronomicon nevű könyvre van szükség. Hosszú idő után készít egy mechanikus kezet. Elindulnak a könyvért, a varázsló azt javasolja neki, a könyv fölött mondjon el három varázsszót. Ash egy malomban száll meg, ahol sok nehézség után a karján kinő a Gonosz Ash. Egy kis idő után megtalálja a könyv rejtekhelyét, ahol három könyv közül kell választania. Az egyik egy örvény, ami beszippantja, a másik életre kel és össze-vissza harapdálja. Az igazi fölött Ash elmond két igét, de a harmadikat elfelejti és így életre kel a holtak birodalma Gonosz Ash-sel az élen, majd megtámadják a várat. 
A végén a lovagok győznek Ash kocsijával és Vörös Henry seregével. Amikor visszakerül a saját idejébe, Ash még egy démonnal is megküzd.

## Szereplők
| Színész               | Szerep                                | Magyar hang                                   |
| --------------------- | ------------------------------------- | --------------------------------------------- |
| Bruce Campbell        | Ashley "Ash" J. Williams / Gonosz Ash | Bognár Zsolt (1. magyar változat)             |
| Bruce Campbell        | Ashley "Ash" J. Williams / Gonosz Ash | Tarján Péter (2. magyar változat)             |
| Emberth Davidtz       | Shella                                | Papp Ági                                      |
| Marcus Gilbert        | Lord Arthur                           | Uri István (1. magyar változat)               |
| Marcus Gilbert        | Lord Arthur                           | Kisfalusi Lehel (2. magyar változat)[forrás?] |
| Ian Abercrombie       | Varázsló                              | Dobránszky Zoltán                             |
| Richard Grove         | Vörös Henry herceg                    | Hankó Attila                                  |
| Timothy Patrick Quill | Kovács                                | Juhász Tóth Frigyes                           |
| Michael Earl Reid     | Aranyfog                              | Galambos Péter                                |
| Bridget Fonda         | Linda                                 | nem szólal meg                                |
| Patricia Tallman      | Megszállt boszorka                    |                                               |
| Ted Raimi             | Lord Arthur embere                    | Halmágyi Sándor                               |
| Ted Raimi             | Eladó a szupermarketben               | Barabás Kiss Zoltán                           |
| Ted Raimi             | falusi                                |                                               |
| Angela Featherstone   | Lány a szupermarketben                | Némedi Mari                                   |

## Fordítás
- Ez a szócikk részben vagy egészben  az   Army of Darkness című angol Wikipédia-szócikk fordításán alapul.  Az eredeti cikk szerkesztőit annak laptörténete sorolja fel. Ez a jelzés csupán a megfogalmazás eredetét és a szerzői jogokat jelzi, nem szolgál a cikkben szereplő információk forrásmegjelöléseként.